# Авдела
Авдела или Абдела (на гръцки: Αβδέλλα; на арумънски: Avdhela, Abela, Abdela) е село в Гърция, част от дем Гревена, административна област Западна Македония. Населението на селото е влашко.

## География
Селото е разположено на 40 km югозападно от град Гревена на 1350 m надморска височина в планината Пинд. Разположено е на границата на Националния парк „Пинд“.

## История

### В Османската империя
Преди 1800 година селото е в местността Фадинес, но се премества на сегашното си място, което е с по-добър климат. Населението му се състои предимно от големи семейства влашки овчари. Селяните се ползват с известна автономия, но тези привилегии са изгубени по времето на Али паша Янински.
През 1880 година Апостол Маргарит открива в Авдела румънско училище. Според други източници румънското училище е открито още през 1867 година. Според Густав Вайганд в Авдела „националната партия е по-силна отъ гръцката“.
„Неоспоримъ фактъ е, че, откато се е отстѫпила Тесалия на Гърцитѣ, тѣзи лѣтни села отъ година на година все се намаляватъ по численностьта на жителитѣ си. Прѣзъ септември 1886 година въ Самарина намѣрихъ само 3,000 жители, а по-прѣди биле 10,000. Много кѫщи сѫ праздни, други сѫ вече срутени и никой не мисли да поднови тѣзи кѫщи...
...общината имъ има 12,000 овце, които принадлѣжатъ не само на хора овчари, но и на занаятчии, и всичкитѣ се закарватъ на паша отъ овчаритѣ. Общината е плащала прѣди само 400 лири данъкъ за мѫжетѣ и кѫщитѣ и по 4 1/2 гроша на всѣка овца; но понеже нѣмаше строгъ контролъ, често пѫти правителството губѣше, защото за една малка сума чиновницитѣ се подкупуваха и по този начинъ много отъ овцетѣ се укриваха. Сега пъкъ, като се минава гръцката граница, прави се едно точно прѣброявание и се изисква на овца по 2 гроша, а отъ турцитѣ по 3 1/2 гроша; така щото на овца се пада всичко 5 1/2 гроша. Значи, сега се плаща по единъ грошъ повече на овца, па при това и пограничнитѣ пазачи не могатъ да се подкупятъ.
Това не е всичкото. Сега трѣбва да се плаща за паспорти, мито за изработенитѣ покривки, келими и разнитѣ материи, което по-прѣди не сѫществуваше. Тѣзи женски домашни произведенин замѣняватъ въ Трикала, Лариса и Воло за памукъ и жито. Готовитѣ пари, които нплучаватъ, се употрѣбяватъ изключително за данацитѣ, така щото тѣмъ нищо не остава и вслѣдствие на това новечето отъ тѣхъ полека-лека продаватъ овцетѣ. Богатството постояно се изгубва и мнозина сѫ принудени да се оставятъ отъ овчарството и подкачатъ да се занимаватъ съ земледѣлие, както напр. изъ селата Шеску, Батсе и Алимерия, въ околностьта на Воло. Но понеже земледѣлието не е по вкуса на аромѫнина, затова мнозина сѫ се поселили въ прибрѣжнитѣ голѣми градове или пъкъ въ странство и се занимаватъ съ занаяти и бакалство или държатъ хотели и слѣдъ малко врѣме изгубватъ националностьта си — това съмъ наблюдавалъ на много мѣста.
Но и онѣзи, които оставатъ въ родното си мѣсто, не сѫ по-добрѣ, отколкото прѣди. Общината плаща сѫщия или по-голѣмъ данъкъ, макаръ числото на жителитѣ да са е намалило. Напримѣръ, Авделската община е платила при горнята сума още 180 лири за пѫтища и то за такива, които не минаватъ прѣзъ общината и не принасятъ никаква полза на самата нея.“
Към 1900 година според статистиката на Васил Кънчов („Македония. Етнография и статистика“) Авдела (Авела) брои 1500 жители власи.
На Етнографската карта на Битолския вилает на Картографския институт в София от 1901 година Авдела е чисто влашко село в Гревенската каза на Серфидженския санджак с 241 къщи.
Според статистика на Серфидженския санджак на гръцкото консулство в Еласона от 1904 година в Авдела (Αβδέλα), Гревенска каза, живеят 1700 гърци влахофони, от които 400 румънеещи се.
Заради надигналата се румънска пропаганда през октомври 1905 година Авдела е нападнато от гръцка андартска чета и е изравнено със земята – изгорени са 133 къщи, 8 дюкяна, църквата и училището. През май 1906 година 60 фамилии, мигриращи от Гревена в Авдела и охранявани от турски аскер, са нападнати от гръцки андарти, като са убити 4 арумъни и 10 турци.
Енорийският храм на площада на селото „Успение Богородично“ изгаря в 1905 година и отново е построен в 1955 година.

### В Гърция
През Балканската война в 1912 година в селото влизат гръцки части и след Междусъюзническата в 1913 година Авдела остава в Гърция. Преброяването от 1920 година сочи само 12 души, тъй като е направено през зимата, когато авделци са със стадата си в Тесалия.
На 14 юни 1944 година селото е изгорено от германските окупационни части. Вследствие на Втората световна и Гражданската война цялото население бяга в големите градове.
На площада на селото има бюстове на родените тук кинопионери Братя Манаки.
| Име            | Име             | Ново име         | Ново име           | Описание              |
| -------------- | --------------- | ---------------- | ------------------ | --------------------- |
| Боцамици       | Μποτσαμίτσι     | Куцуракия        | Κουτσουράκια       | местност СЗ от Авдела |
| Стадес         | Στάντες         | Станес           | Στάνες             | местност СЗ от Авдела |
| Дова           | Ντόβα           | Довас            | Ντόβας             | местност И от Авдела  |
| Мендания Тенгу | Μεντάνια Τέγγου | Идротривея Тенгу | Ὑδροτριβεϊα Τέγγου | местност СИ от Авдела |
| Бара           | Μπάρα           | Лекани           | Λεκάνη             | връх СИ от Авдела     |

| Година    | 1913 | 1920 | 1928 | 1940 | 1951 | 1961 | 1971 | 1981 | 1991 | 2001 | 2011 | 2021 |
| --------- | ---- | ---- | ---- | ---- | ---- | ---- | ---- | ---- | ---- | ---- | ---- | ---- |
| Население | 1156 | 12   | 86   | 424  | 6    | 2    | 4    | 360  | 130  | 448  | 280  | 73   |

## Личности
Виден авделец от XVIII век е Неофит II Сисанийски, сисанийски митрополит от 1792 до 1811 година. От Авдела са някои от най-видните дейци на арумънското възраждане като йеромонах Аверкий (1806 - ?), Димитрие Абеляну (? - 1933), Константин Кайрети, Николае Папахаджи (? - 1931), Перикле Чивика и разбира се Апостол Маргарит (1832 - 1903), родоначалника на борбата за арумънско възраждане. Видните балкански кинодейци братя Манаки - Милтон (1878 - 1954) и Янаки (1882 – 1964) са от Авдела. От Авдела са няколко видни румънски учени – Йоан Караджани (1841 - 1921), фолклорист и преводач, академик, Перикле Папахаджи (1872 - 1943), фолклорист, лингвист и историк, Таке Папахаджи (1892 - 1977), румънски лингвист, фолклорист и етнограф, както и поетите Нуши Тулиу (1872 - 1941) и Таке Качиона (1885 – 1971).